# Općina Radovljica
Općina Radovljica (slo.:Občina Radovljica) je općina u sjeverozapadnoj Sloveniji u pokrajini Gorenjskoj i statističkoj regiji Gorenjskoj. Središte općine je grad Radovljica s 5.937 stanovnika.

## Zemljopis
Općina Radovljica nalazi se na sjeverozapadu Slovenije, na granici s Austrijom. Općina se nalazi usred alpskog planinskog masiva. Sjevernim dijelom općine pružaju se Karavanke, a južnim Julijske Alpe. U sredini se nalazi mala dolina, gdje se Sava Dolinka i Sava Bohinjka spajaju i tvore rijeku Savu. Ova nizina je pogodna za život i tu su smještena sva naselja općine.
U nižim dijelovima općine vlada umjereno kontinentalna klima, dok u višim vlada njena oštrija, planinska varijanta.
Glavni vodotok je rijeka Sava, koja ovdje nastaje spajanjem Save Dolinke i Save Bohinjke. Svi ostali manji vodotoci su pritoci ovih rijeka.

## Naselja u općini
Begunje na Gorenjskem, Brda, Brezje, Brezovica, Dobravica, Dobro Polje, Dvorska vas, Češnjica pri Kropi, Črnivec, Globoko, Gorica, Hlebce, Hraše, Kamna Gorica, Kropa, Lancovo, Lesce, Lipnica, Ljubno, Mišače, Mlaka, Mošnje, Nova vas pri Lescah, Noše, Otoče, Ovsiše, Peračica, Podnart, Poljče, Poljšica pri Podnartu, Posavec, Praproše, Prezrenje, Radovljica, Ravnica, Rovte, Slatna, Spodnja Dobrava, Spodnja Lipnica, Spodnji Otok, Srednja Dobrava, Srednja vas, Studenčice, Vošče, Vrbnje, Zadnja vas, Zaloše, Zapuže, Zgornja Dobrava, Zgornja Lipnica, Zgornji Otok, Zgoša

## Vanjske poveznice
- Službena stranica općine